# Burgstall Wehingen
Der Burgstall Wehingen ist eine abgegangene Spornburg beim Tübinger Stadtteil Unterjesingen im Landkreis Tübingen in Baden-Württemberg.

## Lage
Der Burgstall liegt auf rund 460 m ü. NN etwa 500 m nördlich des Ammertal-Dorfs Unterjesingen am Südrand des Schönbuchs auf dem bewaldeten abwärtigen Mündungssporn des von Norden her in die Ammer laufenden Enzbachs.

## Geschichte
Der Burgstall Wehingen war ein Adelssitz derer von Wehingen und hatte deshalb einen eigenen Bezirk. Er gehörte mit dem Zubehör, die Reittin genannt, mit Weingärten, Äckern, Wiesen und Holz, denen von Gültlingen „mit aller Obrigkeit, Zwing und Bann, Trieb und Tratt.“ Die von Gültlingen hatten das Recht, mit ihren Rössern auf dem beschriebenen Weg dahin zu gelangen. Als Bewohner der Burg wurde 1304 Ulrich von Wehingen schriftlich erwähnt, er war ein Dienstmann des Pfalzgrafen Gottfried von Tübingen, und war nach dieser Burg benannt.
Von der ehemaligen Burganlage ließen sich in der Mitte des 19. Jahrhunderts nur noch mehr oder weniger Spuren finden.